# Nitro (Adlabs Imagica)
Nitro (auch: Hot Wheels Nitro) im Freizeitpark Imagicaa (Khopoli, Maharashtra, Indien) ist eine Stahlachterbahn vom Modell Floorless Coaster des Herstellers Bolliger & Mabillard, die im Oktober 2013 eröffnet wurde. Sie ist zurzeit (Stand: September 2023) die schnellste, höchste und längste Achterbahn Indiens.
Die 853,4 m lange Strecke erreicht eine Höhe von 40,2 m und verfügt über fünf Inversionen: einen Looping einen Dive-Loop, eine Zero-g-Roll, sowie den Interlocking Corkscrews.

## Züge
Nitro besitzt zwei bodenlose Züge mit jeweils sechs Wagen. In jedem Wagen können vier Personen (eine Reihe) Platz nehmen.